# ヴェドゥッジョ・コン・コルツァーノ
ヴェドゥッジョ・コン・コルツァーノ（伊: Veduggio con Colzano）は、イタリア共和国ロンバルディア州モンツァ・エ・ブリアンツァ県にある、人口約4,200人の基礎自治体（コムーネ）。

## 地理

### 位置・広がり

#### 隣接コムーネ
隣接するコムーネは以下の通り。括弧内のLCはレッコ県、COはコモ県所属を示す。
- ブリオスコ
- カッサーゴ・ブリアンツァ (LC)
- インヴェリーゴ (CO)
- ニビオンノ (LC)
- レナーテ

### 気候分類・地震分類
気候分類では、zona E, 2532 GGに分類される。
また、イタリアの地震リスク階級 (it) では、zona 3 (sismicità bassa) に分類される。

## 行政

### 分離集落
ヴェドゥッジョ・コン・コルツァーノには、以下の分離集落（フラツィオーネ）がある。
- Colzano, Tremolada, Bruscó